# Платон (комедиограф)
Платон, или Платон-комик (др.-греч. Πλάτων; лат. Plato comicus; 2-я половина V века до н. э. — начало IV века до н. э.) — древнегреческий поэт, драматург, комедиограф.

## Биография
Был гражданином Афинской республики. Родился примерно на 20 лет раньше своего современника тёзки Платона, известного философа, ученика Сократа, учителя Аристотеля, также афиняна.
Жил во времена Перикла, Алкивиада и Фукидида. О его личной жизни ничего неизвестно. Продолжил дело своих предшественников в развитии древнегреческой комедии. Как драматург творил одновременно с Аристофаном (428 г. до н. э.) и писал свои комедии изначально под руководством и влиянием архонта Филокла (391 г. до н. э.).
Некоторые источники сообщают, что, движимый нуждой, он продавал свои комедии другим авторам. Это указывает на то, что Платон был небогат и нуждался в таких доходах.
Ни одна из его пьес не сохранилась в целости, однако известны названия тридцати из них, включая «Гипербол» (ок. 420—416 гг. до н. э.), «Победы» (после 421 г. до н. э.), «Клеофон» (в 405 г.) и «Фаон» (вероятно, в 391 г. до н. э.). Названия предполагают, что бо́льшая часть из них имела политическую окраску. Часто высмеивал пьесы своего конкурента Аристофана. Последняя пьеса датируется 391 годом до н. э.
Значимыми также являются его комедии «Поэты», «Гриффон», «Адонис», «Лай», «Менелай», «Европа», «Ио». В большинстве за основу взяты древнегреческие мифы и их герои.
В 405 году до н. э. он вступил в состязание со своей комедией «Клеофонт», но уступил первую награду пьесе «Лягушки» Аристофана и комедии «Музы» Фриниха, заняв третье место, а в 410 году до н. э. одна из его пьес заняла первое место в Великих Дионисиях.